# Muži, kteří nenávidí ženy (film, 2011)
Muži, kteří nenávidí ženy (originálním názvem The Girl with the Dragon Tattoo) je americké kriminální drama a thriller z roku 2011. Je založeno na stejnojmenném románu od Stiega Larssona. Film režíroval David Fincher a scénář k němu napsal Steven Zaillian. V hlavních rolích se objevili Daniel Craig a Rooney Mara. Hlavní zápletkou je vyšetřování investigativního novináře Mikaela Blomkvista (Craig), aby zjistil, co se stalo se ženou z bohaté rodiny, která zmizela před čtyřiceti lety. Pracuje s pomocí počítačové hackerky Lisbeth Salanderové (Mara).
Společnost Sony Pictures Entertainment začala s výrobou filmu v roce 2009. Získat práva na knihu trvalo několik měsíců a během této doby společnost najala Zailliana a Finchera. Velice obtížné bylo vybrání představitelů hlavních rolí; Craig původně čelil konfliktům s termíny natáčení, zatímco o roli Lisbeth Salanderové usilovalo spoustu hereček. Psaní scénáře zabralo půl roku a z toho tři měsíce pro analýzu knihy. S rozpočtem 90 milionů amerických dolarů, proběhlo natáčení ve Švédsku, Švýcarsku a Norsku a trvalo přes sedm měsíců.
Promítání filmu před premiérou proběhla v Londýně, New Yorku a Stockholmu. Kritici film kladně zhodnotili a chválili jeho temnou a ponurou atmosféru. Výkony Mary a Craiga se také shledaly s pozitivními ohlasy. Film za dobu promítání v kinech vydělal celosvětově přes 232,6 milionů dolarů. Kromě toho, že byl film obsažen v několika seznamech o nejlepší film, získal také nominace na velkou řadu cen a vyhrál nakonec sedm, včetně Oscara za nejlepší střih.

## Obsah filmu
Novinář Mikael Blomkvist (Daniel Craig), spoluvlastník časopisu Millennium, právě prohrál soud a byl odsouzen za urážku na cti, kterou proti němu podal zkorumpovaný podnikatel Hans-Erik Wennerström (Ulf Friberg). Mezitím Lisbeth Salanderová (Rooney Mara), výstřední, ale geniální detektiv a počítačová hackerka, sestavuje v pozadí prověření Blomkvista pro obchodního magnáta Henrika Vangera (Christopher Plummer), který má pro něj zvláštní úkol. Výměnou za slíbené usvědčující informace o Wennerströmovi Blomkvist souhlasí s tím, že provede vyšetření ohledně zmizení a následné předpokládané vraždy Henrikovy vnučky Harriet, která se stala před čtyřiceti lety. Poté, co se přistěhuje do blízkosti rodiny Vangerů, Blomkvist odhalí starý zápisník obsahující seznam jmen a čísel, které nebyl nikdo schopen rozluštit.
Salander, která je pod státním právním poručnictví kvůli duševní nezpůsobilosti, je přidělen nový opatrovník, advokát Nils Bjurman (Yorick van Wageningen), poté, co její předchozí opatrovník prodělal mrtvici. Bjurman zneužívá své pravomoci, aby mohl od Salanderové vymáhat sexuální služby a poté ji surově znásilní, aniž by si uvědomil, že má Lisbeth v kabelce skrytou kameru. Na jejich další schůzce ho Lisbeth omráčí taserem a označí ho jako násilníka tím, že ho potetuje na hrudníku a břiše. Poté ho vydírá, aby do zpráv o ní psal, že dosahuje velkých pokroků.
Blomkvista navštíví jeho dcera a poznamená, že čísla ze zápisníku jsou odkazy na Bibli. Blomkvist řekne Vangerově advokátovi Dirchu Frodemu (Steven Berkoff), že se svým vyšetřováním potřebuje pomoc a Frode mu doporučí Salanderovou, která v minulosti prověřovala právě Blomkvista. Blomkvist si najímá Salanderovou k dalšímu vyšetřování ohledně obsahu v zápisníku. Ona zjistí spojitost k sérii vražd mladých žen v letech 1947 až 1967, které měly židovská nebo biblická jména; mnoho členů rodiny Vangerových jsou antisemité. Během vyšetřování se ze Salanderové a Blomkvista stanou milenci. Henrikův bratr Harald (Per Myrberg) označuje Martina (Stellan Skarsgård), Harrietina bratra a provozního ředitele Vangerovy firmy, za možného podezřelého. Výzkum Salanderové ukazuje, že vraždy spáchali Martin a jeho zesnulý otec Gottfried.
Blomkvist vtrhne do Martinova domu, aby hledal další stopy, ale Martin ho chytí a je připraven ho zabít. Martin se chlubí, že ženy zabíjel po celá desetiletí, ale odmítá, že by zavraždil Harriet. Salanderová přichází, omráčí Martin a zachraňuje Blomkvista. Zatímco Salanderová pomáhá Blomkvistovi, Martin ujede v terénním voze. Salanderová ho na své motorce pronásleduje. Na zledovatělé silnici Martin ztrácí kontrolu nad řízením a umírá, když auto vzplane. Salanderová opatruje Blomkvista, aby se zase uzdravil, a řekne mu, že se ve dvanácti letech pokusila zabít svého otce. Po uzdravení se Blomkvist dozvídá, že Harriet je stále naživu a její sestřenice Anita (Joely Richardson) ví, kde se nachází. On a Salanderová sledují Anitu a čekají, že se obrátí na Harriet. Když se stále nic neděje, Blomkvist ji konfrontuje a správně odvodí, že Anita je ve skutečnosti sama Hariet. Ona mu vysvětlí, že její otec a bratr ji po roky sexuálně obtěžovali a Martin ji viděl, když v sebeobraně zabila jejich otce. Její sestřenice Anita ji propašovala z ostrova a nechala ji žít pod její totožností. Konečně osvobozená od svého bratra se vrací do Švédska, kde se v slzách opět shledává s Henrikem.
Jak Henrik slíbil, dává Blomkvistovi informace o Wennerströmovi, ale ukáže se, že jsou bezcenné. Salanderová se dostane do Wennerströmova počítače a předkládá Blomkvistovi usvědčující důkazy o zločinech Wennerströma. Blomkvist o nich zveřejní článek, který Wennerströma zničí, a ten v tajnosti odlétá ze země. Salanderová se nabourá do Wennerströmova bankovního účtu, cestuje v přestrojení do Švýcarska a z jeho účtu převádí dvě miliardy eur na různé účty. Wennerström je později nalezen mrtvý. Salanderová sdělí svému bývalému opatrovníkovi, že je do Blomkvista zamilovaná. Je na cestě předat Blomkvistovi vánoční dárek, ale uvidí ho s jeho dlouholetou milenkou a obchodní partnerkou Erikou Berger (Robin Wright), když spolu šťastně jdou po ulici. Lisbeth má zlomené srdce, vyhazuje dárek a odjíždí pryč.

## Obsazení
| Daniel Craig          | Mikael Blomkvist Spoluvlastník švédského časopisu Millennium, který odhalí korupci a protiprávní jednání vlády Blomkvist a přiláká kritiku za to, že šel "až příliš daleko". Craig o roli soutěžil s herci jako je Brad Pitt, George Clooney, Viggo Mortensen a Johnny Depp. Zpočátku měl obavy kvůli natáčecím rozvrhům k filmům Kovbojové a vetřelci (2011) a Skyfall (2012), kvůli kterým se Craig nedostavil na casting. Ale vzhledem kvůli finančním problémům studia Metro-Goldwyn-Mayer bylo natáčení Skyfall odloženo a Sony Pictures Entertainment a DreamWorks Pictures mu sestavili nový natáčecí plán a Craig roli přijal. Po britském herci bylo vyžadováno, aby přibral na váze a naučil se neutrální přízvuk, protože děj se odehrává ve Stockholmu, kde spousta lidí mluví dobře anglicky. Po přečtení knihy během svého "počátečního šílenství", Craig řekl, že "je to jedna z těch knih, které prostě jen tak neodložíte" a že "tady je přímo ten okamžitý pocit, že se stanou špatné věci a já myslím, že je to jeden z důvodů, proč knihu četlo tolik lidí." |
| Rooney Mara           | Lisbeth Salanderová Salanderová je počítačová hackerka, která přežila těžké emocionální a sexuální zneužívání. Fincher cítil, že excentrická osobnost Salanderové byla fascinující a řekl, že "je to takový druh plnění si přání, způsobem jakým se stará o věci, způsobem, jakým se s věcmi smiřuje, ale jsou v ní také jiné stránky". Casting byl komplikovaný díky velkému zájmu slavných hereček o roli Lisbeth, jako jsou Natalie Portmanová, Ellen Page, Kristen Stewartová, Keira Knightley, Anne Hathawayová, Olivia Thirlby, Scarlett Johanssonová a Emma Watsonová. Navzdory velkým snahám o roli některé herečky nakonec ustoupily díky velkému časovému závazku a nízkému platu. Mara s Fincherem pracovala již v roce 2010 v jeho předchozím filmu The Social Network. Fincher, kterému se líbil hereččin mladistvý vzhled, si ze začátku myslel, že bude velmi obtížné formovat ji tak, aby odpovídala asociálnímu chování Salanderové, což byl obrovský kontrast oproti její dřívější roli submisivní Eriky. Mara prošla velkými změnami vzhledu, aby se podobala Salanderové: například si své vlasy obarvila na černo a nechala je ostříhat tak, aby to vypadalo, že si je stříhala sama. Herečka se účastnila zkušebního natáčení pod dohledem Finchera v metru v Los Angeles v Kalifornii, ve snaze o to přesvědčit vedení společnosti Sony Pictures, že je věrohodnou volbou. |
| Christopher Plummer   | Henrik Vanger Henrik je zkušený podnikatel, který zorganizuje rozsáhlé vyšetřování ohledně starých záležitostí ve své rodině. Ačkoliv byla rodina Vangerů nazývána "nefunkční", tak Plummer o postav řekl: "Mám rád postavu starého člověka a mám pro něj pochopení. Je opravdu ten nejmilejší starý chlap z celé knihy. Všichni byli trochu podezřelí a stále jsou i na konci. Starý Vanger má pěknou dějovou linii a splní se mu přání." Plummer chtěl naplnit postavu ironií, věcí, kterou postrádal u Henrika v knize. "Myslím, že by ji starý člověk měl," domníval se, "protože je velmi sofistikovaný starý chlap [...] který má velké množství energie. Takže v jednání s lidmi by měl být velmi dobrý [...] mohl by byl vtipný a vědět, jak s lidmi manipulovat". |
| Stellan Skarsgård     | Martin Vanger Martin je současný výkonný ředitel rodinné společnosti Vanger Corporation. Skarsgårda lákala dvojí povaha postavy a byl fascinován, že ho měl ztvárnit "dvěma úplně odlišnými způsoby". V souvislosti s Martinovou "velmi složitou" a "komplikovanou" osobností řekl švédský herec: "Může být velmi okouzlující, ale může se zdát jako úplně jiný člověk v různých částech filmu. Režisér chtěl Skarsgårda pro roli Martina, bez ohledu na knihu. |
| Joely Richardson      | Anita Vanger / Harriet Vanger |
| Yorick van Wageningen | Nils Bjurman |
| Robin Wright          | Erika Berger |
| Steven Berkoff        | Dirch Frode |
| Geraldine James       | Cecilia Vanger |
| Ulf Friberg           | Wennerström |
| Goran Višnjić         | Dragan Armansky |
| Donald Sumpter        | detektiv Morell |
| Embeth Davidtz        | Annika Giannini |
| Joel Kinnaman         | Christer Malm |
| Elodie Yung           | Miriam Wu |
| Tony Way              | Plague |
| Alan Dale             | detektiv Isaksson |
| Julian Sands          | mladý Henrik Vanger |
| David Dencik          | mladý Morell |
| Fredrik Dolk          | Wennerströmův advokát |
| Per Myrberg           | Harald Vanger |
| Gustaf Hammarsten     | mladý Harald |
| Leo Bill              | Trinity |
| Josefin Asplund       | Pernilla Blomkvist |
| Matthew Wolf          | technický pracovník |
| Tiffany Tsui          | vzor pro dračí tetování |